# Smilax gigantea
Smilax gigantea là một loài thực vật có hoa trong họ Smilacaceae. Loài này được Merr. miêu tả khoa học đầu tiên năm 1922.